# Crisis? What Crisis?
Crisis? What crisis? és el quart àlbum de la banda de rock anglesa Supertramp, publicat el 1975. Es va gravar a Los Angeles i Londres. Va ser el primer àlbum de Supertramp a enregistrar-se als Estats Units d'Amèrica.
L'àlbum va arribar al lloc 20 de la UK Albums Charts del Regen Unit, i al 44 de la llista Billoard 200 dels Estats Units.
Una versió CD remasteritzada de l'àlbum va ser llançada l'11 de juny de 2002 per A&M Records. El remaster presenta l'obra d'art i crèdits originals, així com les lletres de totes les cançons, les quals no figuraven al llançament original.
Record Mirror va incloure el Crisis? What Crisis? a la llista de 1975, que reconeixia els millors àlbums de l'any.

## Disseny de la portada
Tant el títol com el concepte de la portada van ser ideats per Rick Davies, tal com assenyala John Helliwell: "Va ser Rick qui va arribar amb el nom de Crisis? What Crisis?...Un dia, quan estàvem asseguts al voltant de l'Scorpio Studio, va entrar amb aquest esbós d'un tipus asseguten una cadira sota un paraigua amb tot aquest caos que hi ha al seu voltant."" Crisi? Quina crisi?" és una frase de la pel·lícula El dia del xacal, de Fred Zinnemann (1973). La frase la va utilitzar com a titular el diari The Sun el 1979 per transmetre una impressió popular del govern del Regne Unit en aquell moment. L'artista Paul Wakefield va ser escollit de nou per dur-la a terme després del seu treball a Crime of the Century. Va fotografiar els fons de les valls mineres gal·leses, que després va re-compondre amb la maquetació l'estudi.

## Critiques musicals
La revista Rolling Stone no va deixar gaire bé el disc, el va titllar de continuació programada del seu anterior treball d'èxit, Crime of the Century, i la seva queixa se centrava en les lletres i en unes cançons que s'estiraven en minutatge repetin melodia per l'absència de solos. En canvi AllMusic va elogiar l'àlbum en la seva revisió retrospectiva, destacant el treball al teclat de Rick Davies, la veu de Roger Hodgson i el saxo John Helliwell. Va assenyalar especialment la composició d'unes cançons potents, que van donar a l'àlbum una "personalitat càlida i un estat d'ànim encantadament subtil".

## Llista de temes
Totes les cançons escrites per Rick Davies i Roger Hodgson.
| 1. | «Easy Does It»        | Hodgson         | 2:19 |
| 2. | «Sister Moonshine»    | Hodgson, Davies | 5:15 |
| 3. | «Ain't Nobody but Me» | Davies          | 5:14 |
| 4. | «A Soapbox Opera»     | Hodgson         | 4:54 |
| 5. | «Another Man's Woman» | Davies          | 6:15 |

| 6.            | «Lady»              | Hodgson         | 5:26  |
| 7.            | «Poor Boy»          | Davies          | 5:07  |
| 8.            | «Just a Normal Day» | Hodgson, Davies | 4:02  |
| 9.            | «The Meaning»       | Hodgson         | 5:23  |
| 10.           | «Two of Us»         | Hodgson         | 3:27  |
| Durada total: | Durada total:       | Durada total:   | 47:24 |

## Músics
| Supertramp - Rick Davies: veu, piano i teclats - John Helliwell: saxofon i veu de suport - Roger Hodgson: voz, guitarres i teclat - Bob C. Benberg: bateria i percussió - Dougie Thomson: baix | Equip tècnic - Ken Scott: productor musical - John Jansen: Enginyer de só - Ed Thacker: Enginyer de suport - Richard Hewson: orquestració - Jay Messina: remasterització - Greg Calbi: remasterització |